# Kênh Nhiêu Lộc – Thị Nghè
Kênh Nhiêu Lộc – Thị Nghè là một tuyến kênh rạch chảy qua trung tâm Thành phố Hồ Chí Minh, Việt Nam. Kênh dài gần 9 km, bắt đầu từ cửa cống hộp tại điểm giao giữa hai con đường Lê Bình và Út Tịch thuộc quận Tân Bình, chảy qua các các quận: Tân Bình, Quận 3, Phú Nhuận, Quận 1, Bình Thạnh và đổ ra sông Sài Gòn tại vị trí xưởng đóng tàu Ba Son cũ.

## Lịch sử

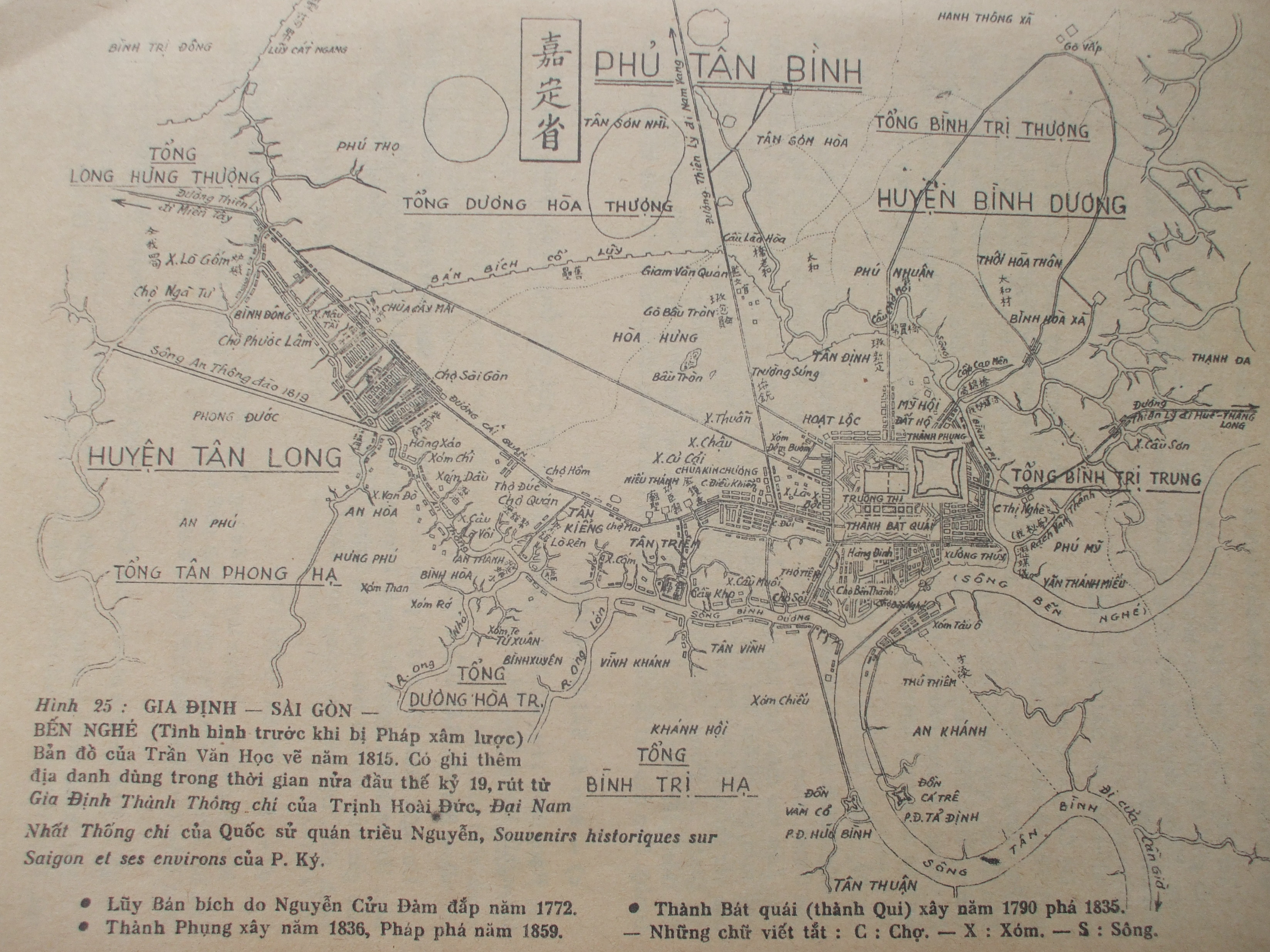
Bản đồ Gia Định 1815 do Trần Văn Học vẽ thể hiện sông Bình Trị

Kênh Nhiêu Lộc – Thị Nghè là một trong những tuyến đường thủy lâu đời nhất tại Thành phố Hồ Chí Minh. Trong Gia Định thành thông chí, tác giả Trịnh Hoài Đức có ghi chép về rạch này với tên gọi sông Bình Trị như sau:
Tục gọi là sông Bà Nghè ở địa phận tổng Bình Trị về phía bắc trấn, từ sông Tân Bình quanh sau trấn lỵ đến cầu ngang, ngược dòng lên tây 4 dặm rưỡi đến cầu Cao Miên: chảy về tây bắc độ 2 dặm đến chợ Chiểu, chảy về nam độ 4 dặm đến Phú Nhuận, 6 dặm rưỡi đến cầu Huệ là cùng nguyên, nơi đây có những ao vũng tản mạn.

Trịnh Hoài Đức cũng cho biết: "Bà Nghè là con gái đầu của Khâm sai Chánh thống Vân Trường hầu, tên bà là Nguyễn Thị Khánh, có chồng là thư ký mỗ, nên người đương thời gọi là bà Nghè mà không xưng tên. Sở dĩ có tên ấy là do khi đầu bà khai chiếm đất ở, bắc cầu ngang qua để tiện đi lại, nên dân gọi tên là cầu Bà Nghè, cũng gọi sông ấy là sông Bà Nghè."

Kênh Nhiêu Lộc – Thị Nghè đoạn chảy qua cầu Kiệu, Phú Nhuận vào năm 1955

Theo nhà văn Sơn Nam, rạch Thị Nghè xưa ăn thông lên đến Bàu Cát, khúc ngọn này có tên là rạch Nhiêu Lộc (ông Nhiêu học tên Lộc). Đây là nơi Nguyễn Ánh thường trú binh trước khi đánh Gia Định. Ông cũng cho biết, rạch Nhiêu Lộc trước có nhiều nhánh nhưng đã bị lấp.
Rạch Thị Nghè (Bà Nghè) còn được mô tả trong Bài phú cổ Gia Định như sau:
Coi ngoài rạch Bà Nghè, dòng trắng hây hây tờ quyến trải
Ngó lên giồng Ông Tố , cây xanh nghịt nghịt lá chàm rai.

Đến thời Pháp thuộc, rạch Thị Nghè được gọi là Arroyo de l'Avalanche. Avalanche vốn là tên con tàu của quân Pháp đi theo rạch Thị Nghè tiến vào thám thính thành Gia Định vào ngày 16 tháng 2 năm 1859.
Từ giữa thập niên 60, do không được quản lý chặt chẽ nên rạch Thị Nghè, cùng với rạch Bến Nghé – Tàu Hủ, bắt đầu bị nhà dân lấn chiếm và xả rác thải nên dần bị ô nhiễm nặng.

### Dự án cải tạo
Trong giai đoạn 1993–1998, chính quyền Thành phố Hồ Chí Minh đã bắt đầu cho chỉnh trang tuyến kênh bằng việc giải tỏa hàng ngàn căn nhà lụp xụp ven kênh và làm hai tuyến đường song song chạy dọc kênh. Đến năm 2002, thành phố bắt đầu triển khai dự án vệ sinh môi trường lưu vực Nhiêu Lộc – Thị Nghè. Dự án gồm các hạng mục: nạo vét bùn dưới dòng kênh, lắp đặt tuyến cống bao chạy dọc ven kênh đến trạm bơm xử lý nước thải, lắp đặt khoảng 70 km cống thoát nước trên nhiều tuyến đường. Tổng vốn đầu tư là 316,79 triệu USD, trong đó có 293,94 triệu USD từ nguồn vốn ODA của Ngân hàng Thế giới, phần còn lại là vốn đối ứng của Thành phố Hồ Chí Minh. Sau 10 năm thi công, công trình được khánh thành vào ngày 18 tháng 8 năm 2012.

## Giao thông

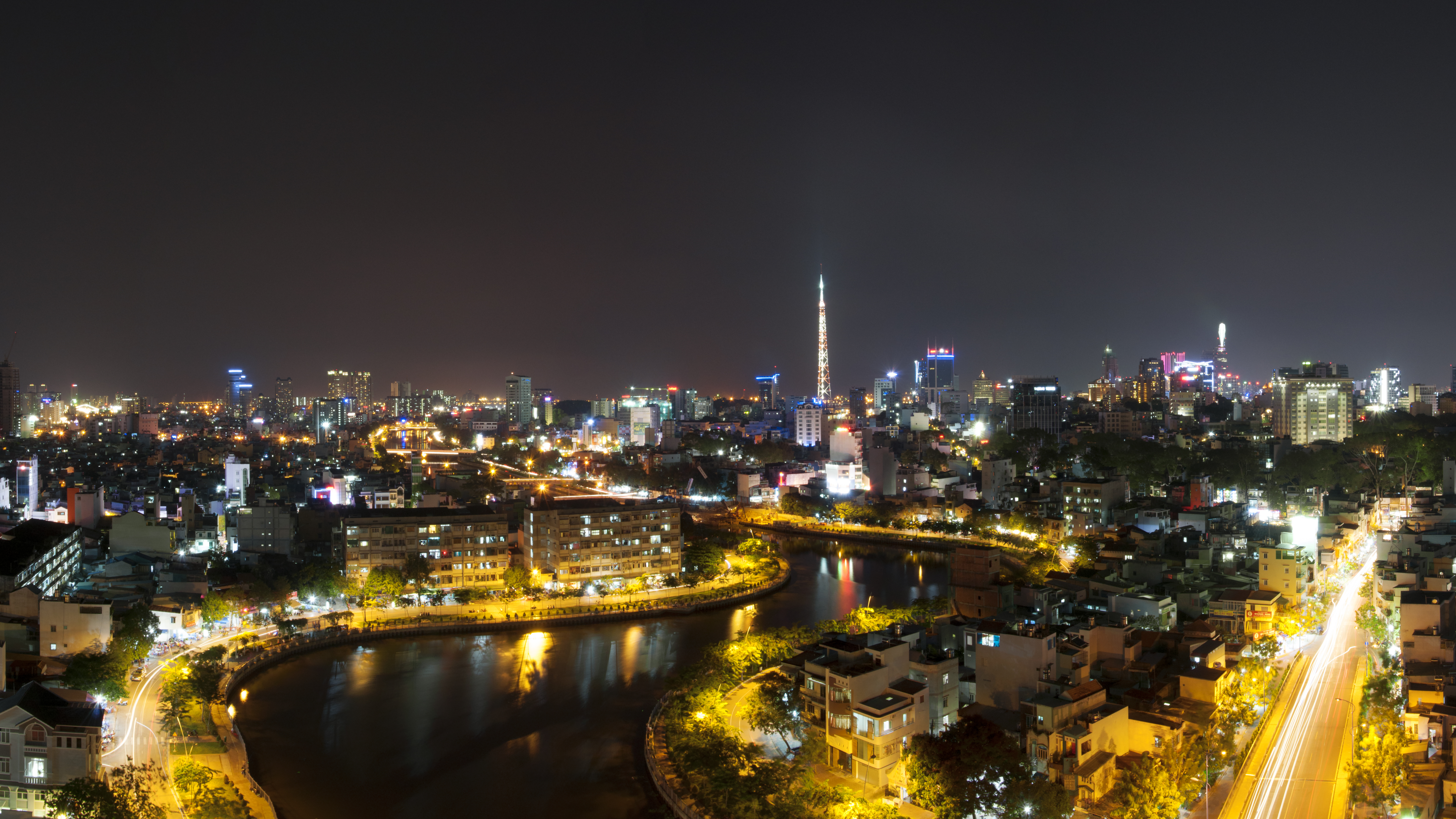
Đoạn kênh Thị Nghè gần cầu Bông về đêm vào năm 2014

### Đường bộ
Hiện nay, hai con đường chạy dọc kênh Nhiêu Lộc – Thị Nghè được đặt theo tên hai quần đảo trên Biển Đông mà Việt Nam tuyên bố chủ quyền: đường Trường Sa bên tả ngạn dài 8,3 km và đường Hoàng Sa bên hữu ngạn dài 7,4 km. Hai con đường này được bắt đầu được nâng cấp mở rộng vào ngày 2 tháng 2 năm 2012 và khánh thành sau đó 6 tháng, đồng thời với công trình cải tạo tuyến kênh. Sau đó, trong giai đoạn 2013–2015, thành phố cũng cho xây mới 3 cầu bắc qua tuyến kênh là cầu Lê Văn Sỹ, cầu Kiệu và cầu Bông, cũng như xây dựng hai hầm chui dưới dạ cầu Điện Biên Phủ để kết nối thông suốt hai con đường Hoàng Sa và Trường Sa.

### Đường thủy
Ngày 1 tháng 9 năm 2015, thành phố phối hợp với Công ty Thuyền Sài Gòn khai trương tuyến du lịch bằng thuyền đưa du khách tham quan trên kênh. Tuyến này gồm có hai bến trên đường Hoàng Sa tại gần cầu Thị Nghè (Quận 1) và gần cầu Lê Văn Sỹ (Quận 3).